# Differenzkern
Ein Differenzkern, auch Egalisator oder nach der englischsprachigen Bezeichnung Equalizer genannt, ist eine Verallgemeinerung des mathematischen Begriffes Kern auf beliebige Kategorien.

## Definition
In einer Kategorie seien zwei Morphismen {\displaystyle f,g\colon X\rightarrow Y} gegeben. Ein Differenzkern von {\displaystyle f} und {\displaystyle g} ist ein Morphismus {\displaystyle i\colon Z\rightarrow X} mit folgenden Eigenschaften:
- {\displaystyle f\circ i=g\circ i} und
- zu jedem Morphismus {\displaystyle i'\colon Z'\to X}, für den {\displaystyle f\circ i'=g\circ i'} gilt, gibt es genau einen Morphismus {\displaystyle c\colon Z'\to Z}, so dass {\displaystyle i'=i\circ c}.[1][2]

{\displaystyle {\begin{array}{ccccc}Z'&&&&\\\downarrow ^{c}&\searrow ^{i'}&&&\\Z&{\xrightarrow[{i}]{}}&X&{\underset {f}{\overset {g}{\rightrightarrows }}}&Y\\\end{array}}}

## Beispiele
- In den Kategorien Set der Mengen, Top der topologischen Räume, {\displaystyle R}-Mod der Linksmoduln über einem Ring {\displaystyle R} ist in der Situation obiger Definition die Inklusionsabbildung

{\displaystyle i\colon \{x\in X\mid f(x)=g(x)\}\hookrightarrow X}
ein Differenzkern. Insbesondere in der zuletzt genannten Kategorie ist
{\displaystyle \{x\in X\mid f(x)=g(x)\}=\{x\in X\mid (f-g)(x)=0\}}
automatisch ein Untermodul, der mit dem Kern der Differenz {\displaystyle f-g} zusammenfällt, was die Bezeichnung Differenzkern erklärt.
- In den Kategorien der Gruppen, abelschen Gruppen, Vektorräume oder Ringe ist der Differenzkern zweier Morphismen durch den Differenzkern der zugrundeliegenden Mengenabbildungen gegeben.
- Hat die betrachtete Kategorie Nullobjekte und ist in der Situation obiger Definition {\displaystyle g=0_{XY}} der Nullmorphismus {\displaystyle X\rightarrow Y}, so ist ein Differenzkern von {\displaystyle f} und {\displaystyle 0_{XY}} nichts anderes als ein Kern von {\displaystyle f}. Damit ist jeder Kern ein Beispiel für einen Differenzkern.

## Bemerkungen
- Differenzkerne sind nicht eindeutig bestimmt. Sind aber in der Situation obiger Definition {\displaystyle i\colon Z\rightarrow X} und {\displaystyle {\tilde {i}}\colon {\tilde {Z}}\rightarrow X} zwei Differenzkerne von {\displaystyle f} und {\displaystyle g}, so folgt aus der Eindeutigkeiteigenschaft, dass es einen eindeutig bestimmten Isomorphismus {\displaystyle c\colon {\tilde {Z}}\rightarrow Z} mit {\displaystyle {\tilde {i}}=i\circ c} gibt. Differenzkerne sind also bis auf (eindeutige) Isomorphie bestimmt, weshalb man oft von dem Differenzkern spricht und ihn mit {\displaystyle \mathrm {ker} (f,g)} bezeichnet.
- In einer weiteren sprachlichen Ungenauigkeit nennt man das Objekt {\displaystyle Z} den Differenzkern. Der eigentlich gemeinte Morphismus ist dann immer eine naheliegende Inklusionsabbildung, die unerwähnt bleiben kann.
- Man sagt, eine Kategorie habe Differenzkerne, wenn es zu je zwei Morphismen {\displaystyle f,g\colon X\rightarrow Y} einen Differenzkern gibt. Die in den obigen Beispielen genannten Kategorien Set, Top und {\displaystyle R}-Mod haben offenbar Differenzkerne. Die Unterkategorie Set2 der mindestens zweielementigen Mengen von Set hat keine Differenzkerne.[3]
- Differenzkerne sind Monomorphismen.[4] Die Umkehrung gilt im Allgemeinen nicht. Diejenigen Monomorphismen, die als Differenzkern auftreten, nennt man regulär.
- Differenzkerne sind spezielle Limites, nämlich die von Funktoren {\displaystyle {\mathcal {I}}\rightarrow {\mathcal {C}}} (auch {\displaystyle {\mathcal {I}}}-förmige Diagramme genannt), in welchen die Kategorie {\displaystyle {\mathcal {I}}} aus zwei Objekten mit jeweiligen Identitäten und zwei parallelen Morphismen zwischen ihnen besteht.

## Äquivalente Beschreibung
Ein Differenzkern zweier Morphismen {\displaystyle f,g\colon X\to Y} in einer beliebigen Kategorie kann auch als das durch die folgenden äquivalenten Eigenschaften charakterisierte Unterobjekt {\displaystyle i\colon \ker(f,g)\to X} von {\displaystyle X} beschrieben werden:
{\displaystyle \operatorname {Hom} (T,\ker(f,g))\cong \ker(\operatorname {Hom} (T,f),\operatorname {Hom} (T,g))}
wobei
{\displaystyle \operatorname {Hom} (T,f)\colon \operatorname {Hom} (T,X)\to \operatorname {Hom} (T,Y)}
{\displaystyle \operatorname {Hom} (T,f)(t):=ft}
und der Differenzkern auf der rechten Seite der oben beschriebene Differenzkern in der Kategorie der Mengen ist, nicht der in der betrachteten Kategorie.
Des Weiteren soll der Isomorphismus in Punkt 2 natürlich in {\displaystyle T} sein, das heißt: Nennen wir die Familie von Isomorphismen
{\displaystyle \varphi _{T}\colon \operatorname {Hom} (T,\ker(f,g))\to \ker(\operatorname {Hom} (T,f),\operatorname {Hom} (T,g))}
dann gilt für alle {\displaystyle a\colon T_{0}\to T} und alle {\displaystyle t} für die der folgende Ausdruck definiert ist, dass
{\displaystyle \varphi _{T_{0}}(ta)=\varphi _{T}(t)a}